# Rold Sogn
Rold Sogn er et sogn i Hadsund Provsti (Aalborg Stift).
I 1800-tallet var Vebbestrup Sogn anneks til Rold Sogn. Begge sogne hørte til Hindsted Herred i Ålborg Amt. Rold-Vebbestrup sognekommune blev ved kommunalreformen i 1970 indlemmet i Arden Kommune, der ved strukturreformen i 2007 indgik i Mariagerfjord Kommune.
I Rold Sogn ligger Rold Kirke.
I sognet findes følgende autoriserede stednavne:
- Fruelund (bebyggelse)
- Kokholm (bebyggelse)
- Rold (bebyggelse, ejerlav)
- Rold Bavnehøj (areal)
- Sønderkær (bebyggelse)
- Teglhuse (bebyggelse)
- Toruphede (bebyggelse)
- Tveden (bebyggelse)